# Sloupový kostel v Borgundu
Sloupový kostel v Borgundu (norsky Borgund Stavkirke) je nejlépe dochovaný sloupový kostel v Norsku. Je umístěn v Borgundu u Laerdalu, Sogn a Fjordane a je zasvěcen svatému Ondřeji.
Kostel byl postaven mezi lety 1180–1250. Je postaven výhradně ze dřeva. Uvnitř nejsou žádné lavičky, ozdoby nebo umělé osvětlení. Světlo vstupuje pouze úzkými okny, která byla původně kulatými otvory ve stěnách. Konstrukce je postavena na dvanácti sloupech z borovice, které působí jako podpěra a definují hlavní loď kostela. Kolem ní jsou kříže svatého Ondřeje. Kazatelna pochází ze 16. století. Oltář zdobí malby ze 17. století. Ve výšce kostel zdobí sochy fantastických zvířat, hlavy draků a runové nápisy. Západní dveře kostela si zachovaly svůj románský charakter. Jsou pokryté motivy révy a boje s draky. Střecha kostela se šindelovou střechou je podepřena komplikovanou konstrukcí krovů. Tento rámec vytváří neobvyklý architektonický celek.
Vedle kostela je zvonice se středověkým zvonem a návštěvnické centrum s muzeem.

## Galerie

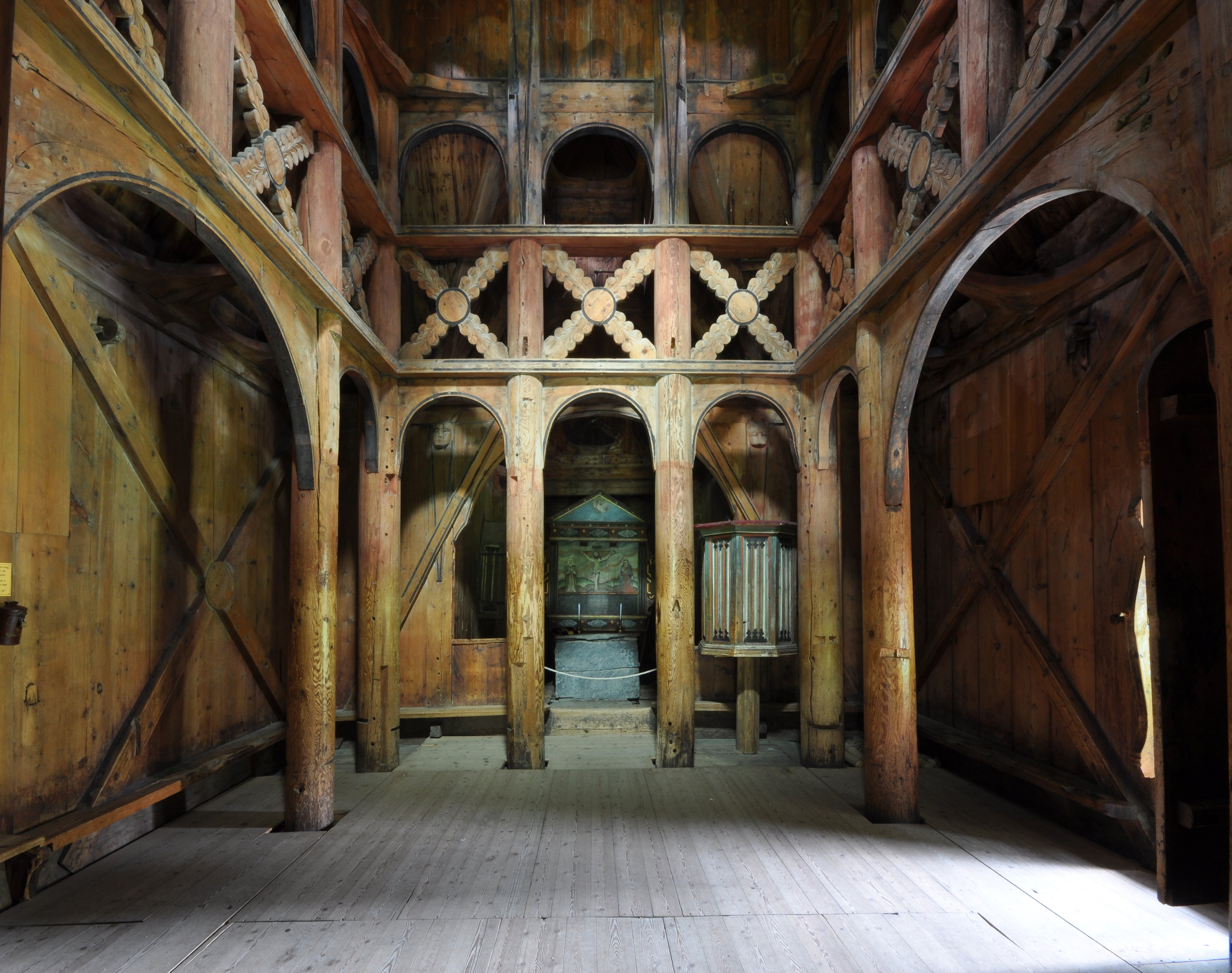
Pohled do sloupového kostela v Borgundu
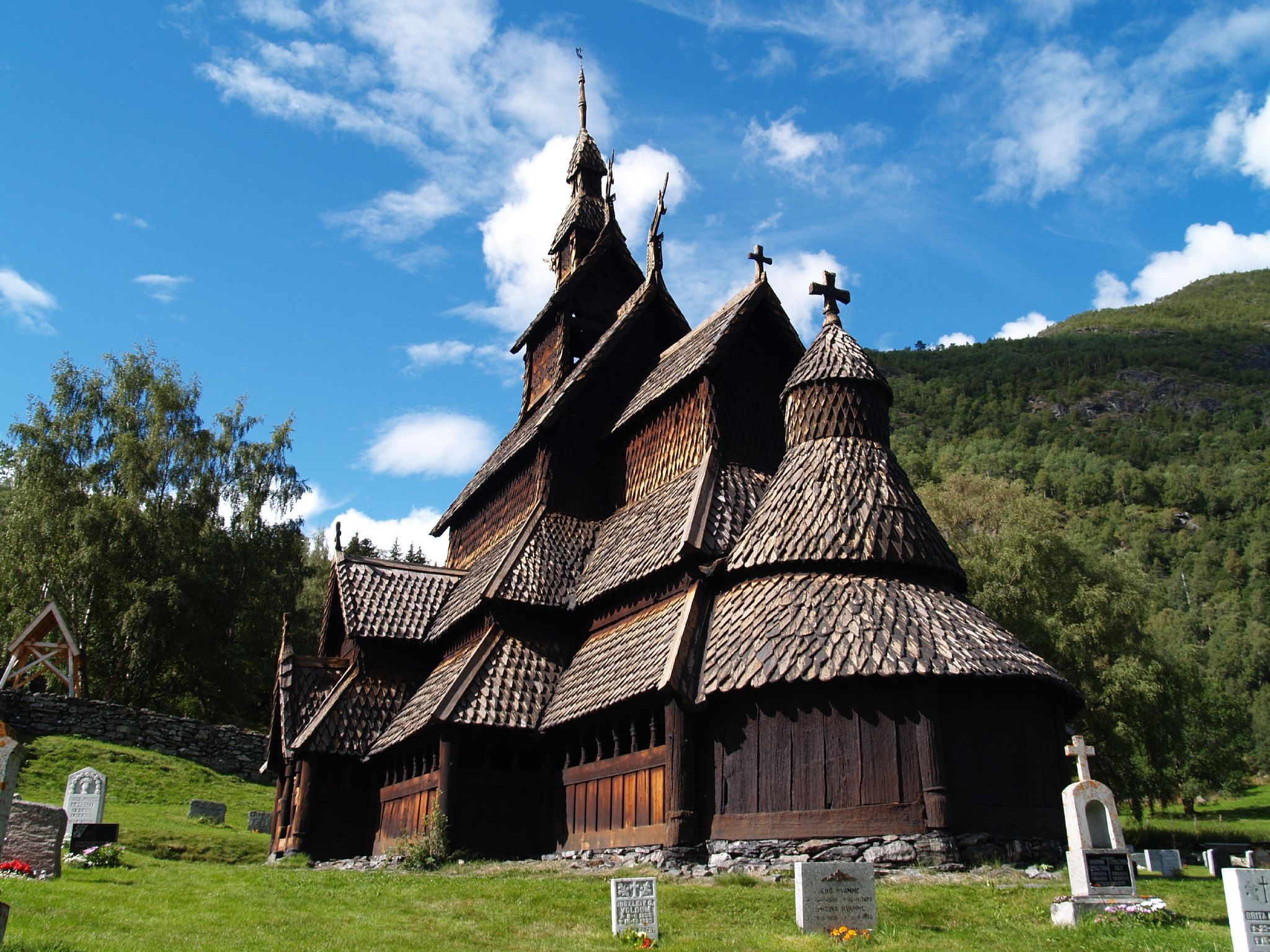
Borgund Stavkirke
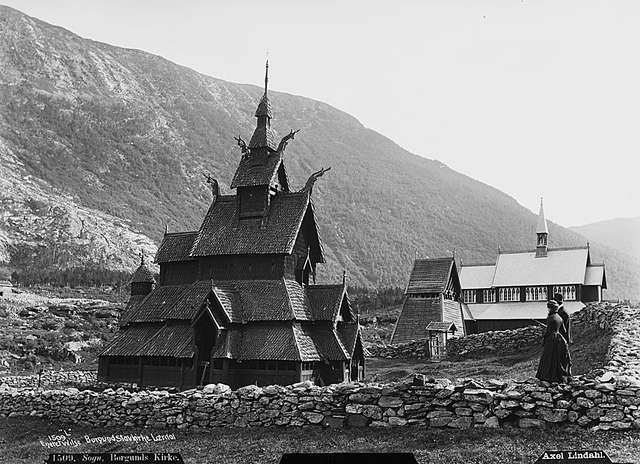
Dřevěný kostel v Borgundu na fotografii z konce 19. stol.
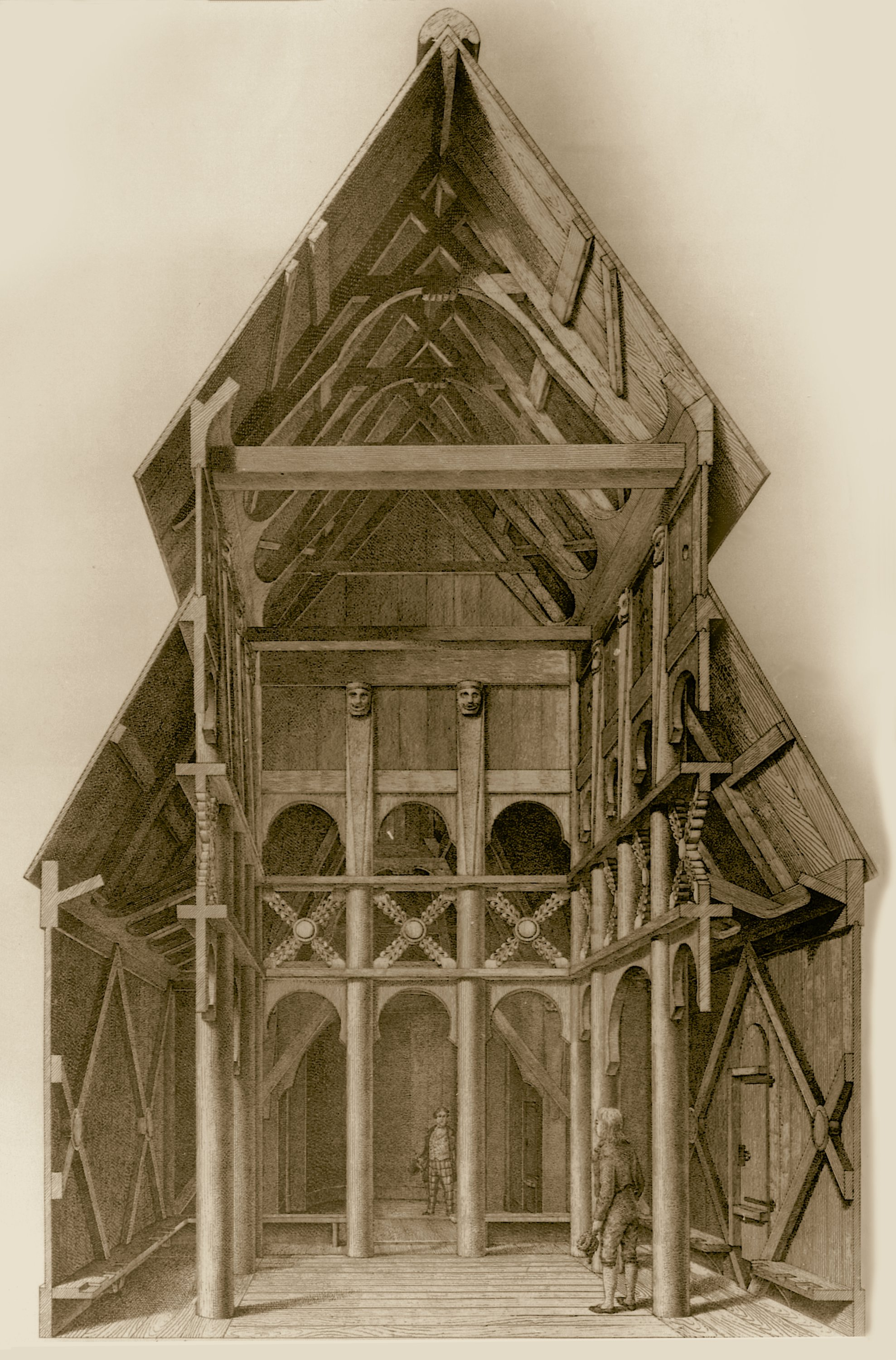
Borgund
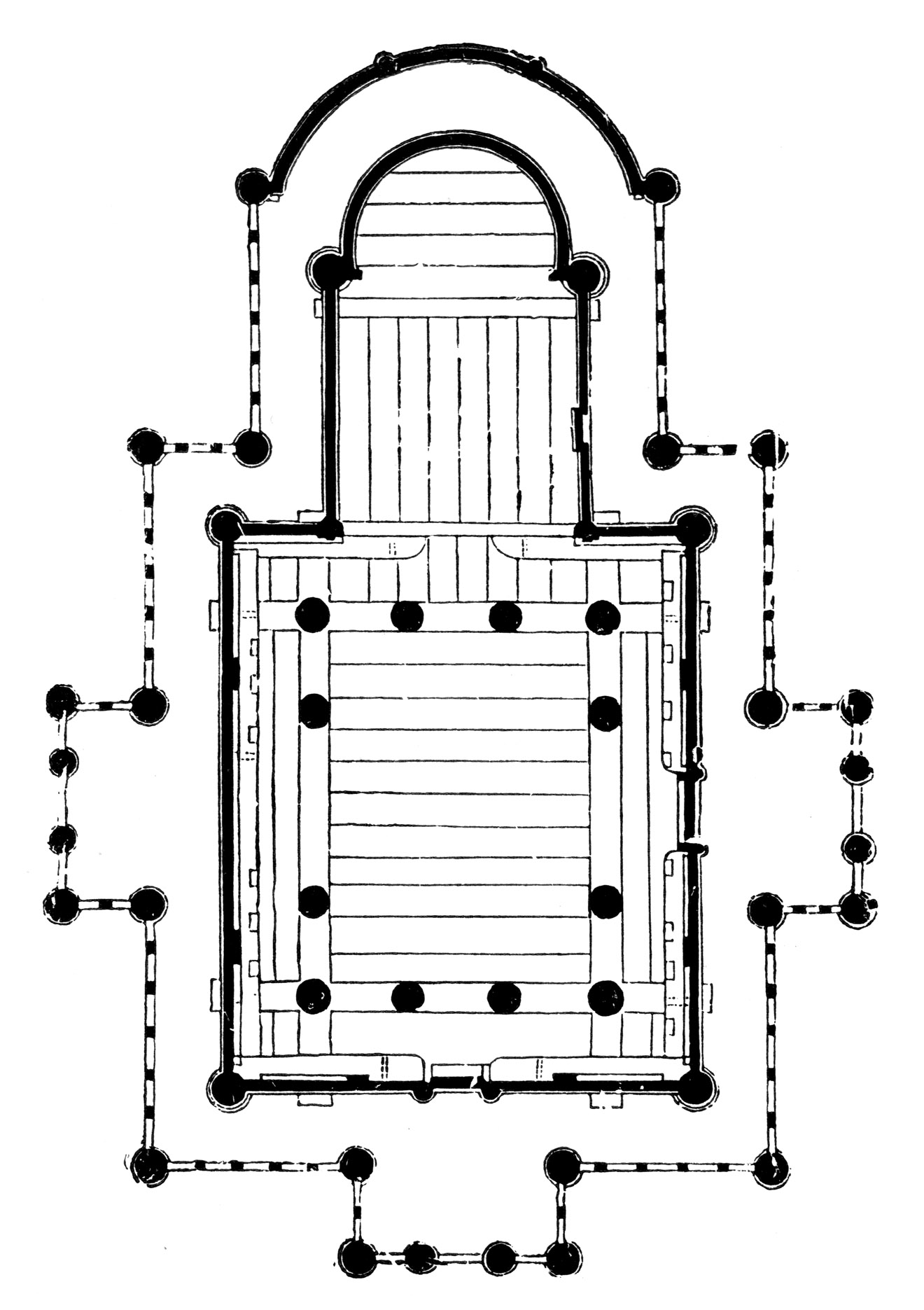
Půdorys sloupového kostela v Borgundu
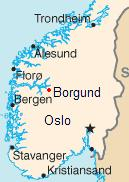
Borgund na mapě jižního Norska